# Acted
 (septembre 2024).
Acted (anciennement Agence d'Aide à la coopération technique et au développement) est une ONG de solidarité internationale, créée en 1993. Son siège est situé à Paris.
Acted poursuit un triple mandat en tant qu'acteur de l'aide humanitaire, de l'environnement et du développement, en contribuant à l'assistance, à la stabilisation et au rétablissement à long terme des personnes touchées par des crises.
Acted est signataire du code de conduite pour le Mouvement international de la Croix-Rouge et du Croissant-Rouge et pour les organisations non gouvernementales lors des opérations de secours en cas de catastrophe.
Acted est certifiée par le Comité de la Charte du Don en Confiance, un organisme contrôlant la responsabilité financière des associations.

## Action
L'association intervient auprès de 27 millions de personnes dans le monde (en 2023), en apportant son assistance en situation d'urgence, mais aussi pour la stabilisation et la réhabilitation à long terme des personnes touchées par des crises.
Cette vision est guidée par le slogan "Penser local, Agir global", reflétant la nécessité de s'appuyer sur une compréhension approfondie des territoires et des contextes locaux pour élaborer et mettre en œuvre des actions qui se basent sur les connaissances, les structures et les capacités locales.
À partir de 2012 Acted développe l'investissement solidaire via des titres associatifs. Entre 2012 et 2020, elle lève en sept fois 19 millions d'euros par ce moyen, dont six qui ont été remboursés.
Financée par des partenaires institutionnels tels que BHA, ECHO, CDCS et USAID, Acted figurait en 2023 parmi les 10 principales organisations humanitaires soutenues par USAID.
Depuis 2017, le développent durable et la protection des écosystèmes sont pris en compte et intégrés aux activités de l’ONG, de nouveaux programmes sont lancés afin de répondre aux objectifs de développement durables et de soutenir les populations victimes du changement climatique. Au même moment, l’ONG commence également à mesurer son propre impact sur l’environnement à travers ses émissions directes, indirectes et sa chaine d’approvisionnement, afin de mettre en place les mesures appropriées pour le diminuer.
Dans la continuité, en 2020 Acted met en place sa stratégie 3ZERO afin d’œuvrer pour un monde Zéro Pauvreté, Zéro Carbone et Zéro Exclusion. Entre 2021 et 2023, le portefeuille de programmes environnementaux d'Acted a augmenté de 30%, notamment dans le cadre de son initiative THRIVE : une approche collaborative et résiliente ayant pour objectif la lutte contre la désertification et la restauration des écosystèmes.

### Pays d'intervention
Depuis sa création, Acted a ouvert de nombreuses missions à travers le monde : Afghanistan (1993), Tadjikistan (1996), Congo Brazzaville (1997), Nicaragua (1998), Ouzbékistan, Albanie, Macédoine, Kosovo et Serbie (1999), Kirghizistan et République Démocratique du Congo (2000), Irak et Jordanie (2003), Tchad, Soudan, Kenya et Haïti (2004), Pakistan, Inde, Sri Lanka et Indonésie (2005), Liban et Ouganda (2006), Bangladesh, Territoire Palestinien Occupé et République Centrafricaine (2007), Myanmar et Somalie (2008), Cambodge et Zimbabwe (2009), Vietnam, Ethiopie, Niger et République Dominicaine (2010), Libye et Cote d’Ivoire (2011), Thaïlande, Philippines, Yémen, Soudan du Sud, Mali et Sénégal (2012), Syrie (2013), Ukraine (2014), Népal et Tunisie (2015), Burundi (2016), Turquie et Nigéria (2017), Burkina Faso, Colombie et Venezuela (2019), Arménie (2020), Mozambique (2021), Cameroun, Moldavie et Roumanie (2022), Maroc, Egypte, Bénin et Togo (2023).

## Histoire

### Création
Acted est créée en 1993 en Afghanistan, par Marie-Pierre Caley et Frederic Roussel. Dans un premier temps, l’organisation fait de la cartographie pour soutenir les acteurs humanitaires locaux afin de mieux comprendre les solidarités territoriales. La crise humanitaire afghane pousse l’organisation à lancer ses propres actions humanitaires.
Afin de répondre aux besoins de nourriture et de chauffage à Kaboul, Acted aide la population locale à relancer les mines de charbon situées dans les montagnes voisines avec l’aide du Programme Alimentaire Mondial. Grâce à ces mines, la population de Kaboul pourra se chauffer et relancer la production des boulangeries afin de nourrir la ville.
Par la suite, Acted s'étend dans le reste de l'Asie centrale, au Tadjikistan (1996), en Ouzbékistan (1999), au Kirghizistan (2000) et au Pakistan (2005).

### Historique
- 1993 : Création d'Acted en Afghanistan[5].
- 1996 : Acted étend ses activités au Tadjikistan, Ouzbékistan et Kirghizistan[5].
- 1997 : Acted vient en aide aux populations touchées par le conflit en République du Congo (Brazzaville)[5].
- 1998 : Réponse d'urgence à la suite de l'ouragan Mitch au Nicaragua[5].
- 1999 : Acted aide les personnes touchées par le conflit au Kosovo[6].
- 2003 : Début des programmes au Moyen-Orient pour soutenir les populations en Irak[7]. Acted intervient dans le Sud-Kivu en République démocratique du Congo au soutien des personnes déplacées[8].

- 2004 : Acted lance des activités d'urgence en Haïti au soutien des plus vulnérables[9]. L'ONG lance des opérations au Tchad au soutien des réfugiés soudanais fuyant la région du Darfour.
- 2005 : L'ONG lance des activités de réponse d'urgence et de reconstruction en Asie du Sud à la suite du séisme et tsunami de 2004 dans l'Océan indien[10], avec des activités en Inde, en Indonésie et au Sri Lanka. Acted ouvre un bureau de coordination en Jordanie pour soutenir ses opérations au Moyen-Orient[11]. L'ONG répond au séisme de 2005 au Pakistan[12].
- 2006 : Acted répond à la crise du Darfour au Soudan avec des opérations de construction d'infrastructures[13], intervient au Kenya pour soutenir les populations touchées par la sécheresse[14], et lance des opérations au Liban[15].
- 2007 : Début des opérations en territoire palestinien occupé (Cisjordanie)[16] et en République centrafricaine. Réponse d'urgence aux inondations en Ouganda[17].
- 2008 : L'ONG lance des opérations auprès des populations du Myanmar touchées par le cyclone Nargis[18]. Acted intervient dans la bande de Gaza avec des opérations d'urgence alimentaire et de reconstruction[19] à la suite de la guerre de Gaza. Lancement d'opérations en Somalie en réponse à la crise alimentaire et agricole[20].
- 2009 : Acted met en œuvre des activités de prévention du SIDA avec Pharmaciens Sans Frontières[21] et de soutien à l'intégration des jeunes au Cambodge[22]. L'ONG lutte contre la crise alimentaire au Zimbabwe[23].
- 2010 : Acted mobilise des équipes au Niger pour répondre à la crise alimentaire[24] et met en œuvre des programmes de réduction des risques et préparation aux catastrophes au Vietnam[25]. L'ONG répond à l'urgence causée par le séisme de janvier 2010 en Haïti[26].
- 2011 : Début des programmes d'Acted en Libye[27], en Jordanie [11] et en Côte d'Ivoire[28].
- 2012 : Les équipes d'Acted répondent à l'urgence à la suite du typhon Bopha aux Philippines[29]. Acted répond à la crise des réfugiés au Soudan du Sud[30]. L'ONG intervient au Mali pour répondre à la crise alimentaire et nutritionnelle[31].
- 2013 : Réponse d'urgence au typhon Haiyan aux Philippines[32]. Acted ouvre un bureau de coordination à Bangkok et lance des opérations de soutien aux réfugiés birmans en Thaïlande[33].
- 2014 : Acted intervient contre l'insécurité alimentaire et pour le renforcement des systèmes agricoles dans la région de Matam au Sénégal[34].
- 2015 : Acted répond à l'urgence au Népal à la suite des séismes de 2015 en déployant des équipes pour apporter de l'eau, de la nourriture et des abris dans les zones les plus reculées[35]. L'ONG a soutenu près de 450 000 personnes au Népal[36]. Acted lance des opérations d'urgence au Yémen touché par la guerre civile[37] et dans le nord du Nigeria face à la détérioration de la situation sécuritaire[38].
- 2016 : Acted répond à l'urgence en Haïti à la suite de l'ouragan Matthew[39] en apportant eau, nourriture et abris, et en contribuant à la réponse à l'épidémie de choléra avec des interventions d'accès à l'eau potable[40]. Mobilisation des équipes d'Acted au soutien des réfugiés à la suite de la bataille de Mossoul en Irak[41].
- 2017 : Les équipes d'Acted se mobilisent en Ukraine au soutien des populations touchées par le conflit dans l'est du pays[42]. Début des opérations au Bangladesh en réponse au conflit dans l'état d'Arakan au Myanmar et à l'arrivée massive de réfugiés Rohingyas à Cox's Bazar[43]. Début des activités en Turquie au soutien des réfugiés syriens[44].
- 2018 : Acted répond au séisme de 2018 à Célèbes en Indonésie[45].
- 2019 : Acted lance des opérations en Colombie pour répondre à la crise des réfugiés vénézuéliens[46], au Burkina Faso pour favoriser l'accès des plus vulnérables à l'eau, l'hygiène et l'assainissement[47], et en Tunisie pour soutenir un développement inclusif et durable[27]. Ouverture d'une première maison 3ZERO à Manille[48].
- 2020 : Réponse d'urgence au soutien des populations touchées par les explosions au port de Beyrouth de 2020 au Liban. L'ONG lance un appel aux dons pour la reconstruction de Beyrouth[49]. Acted commence à travailler en Éthiopie[50].
- 2022 : Réponse d'urgence au soutien des populations affectées par l'invasion de l'Ukraine[51]. Soutien aux personnes affectées par la sécheresse en Éthiopie et aux victimes des inondations au Pakistan. Inauguration de l’école Peralta au Niger. Ouverture d’une maison 3ZERO au Tadjikistan.
- 2023 : Réponse d’urgence après les séismes au Maroc[52], en Libye, en Turquie et en Syrie[53]. Ouverture d’une maison 3ZERO au Sri Lanka et une à Myanmar.

## Évènements marquants

### Le Groupe Acted
En 2005, Acted sépare ses opérations de microfinance de ses programmes de développement et d'aide d'urgence, lançant ainsi OXUS. En tant qu'entreprise sociale qui s'engage à fournir des services financiers aux personnes exclues du système bancaire, OXUS s'engage à créer et à offrir les services de microfinance les plus efficaces et à fournir des moyens de subsistance durables à ses bénéficiaires.
En 2008, Acted fonde Convergences : une plateforme de réflexion, de mobilisation et de plaidoyer, afin de promouvoir les Objectifs de développement durable (ODD) et la lutte contre la pauvreté, l’exclusion et les changements climatiques dans le monde entier. Avec plus de 300 organisations partenaires issues de tous les secteurs, l’Association agit pour susciter la réflexion et l’action, diffuser des bonnes pratiques et favoriser la co-construction de partenariats innovants à fort impact sociétal.
Depuis 2008, Convergences organise son Forum Mondial qui s’est imposé comme un rendez-vous incontournable des acteurs et actrices du changement pour un monde plus juste et plus durable. Plusieurs milliers de professionnels issus de tous les secteurs (entreprises et acteurs de l’ESS, organisations à but non lucratif, organismes publics, acteurs financiers, secteur scientifique et de l’innovation, réseaux citoyens et de jeunesses, et médias…) se rassemblent à Paris, pour élaborer ensemble les réponses aux défis sociaux, économiques et environnementaux partout dans le monde. Depuis 2017, Convergences organise également des Forums dans différents pays et régions à travers le monde comme la Syrie, les Philippines, le Mexique ou encore le Niger.
Acted a fondé IMPACT Initiatives en 2010 et continue de l’appuyer avec des services supports, notamment dans les pays de déploiement des initiatives d’IMPACT et dans la mise en œuvre de programmes en commun. IMPACT a pour objectif de façonner les pratiques et d’influencer les politiques dans les contextes humanitaires et de développement, afin d’avoir un impact positif sur la vie des populations et des communautés.
IMPACT co-construit et partage des connaissances, des outils et des pratiques qui permettent aux principaux acteurs de l’aide humanitaire de prendre des décisions basées sur des données factuelles. IMPACT met en œuvre des programmes d’évaluation, de suivi, des enquêtes et diagnostics, ainsi que des programmes de renforcement des capacités organisationnelles en partenariat direct avec des acteurs humanitaires ou via ses initiatives inter-agences.

### Chartes, Transparence et Conformité
Acted est signataire du code de conduite pour le Mouvement international de la Croix-Rouge et du Croissant-Rouge pour les organisations non gouvernementales lors des opérations de secours en cas de catastrophe. Acted fait également partie de CHS Alliance (2015), Start Fund (2016), Alliance2015 (2008), VOICE, ICVA, Interaction, Coordination Sud,

### Enlèvements
Au début de 2013, Charles Ballard, directeur financier est retenu 71 jours en Afghanistan.
En mars 2013, un coordinateur italien est pris en otage et relâché un an plus tard.
En octobre 2015, quatre employés afghans sont temporairement détenus.

### Assassinats
En septembre 2013, deux employés centrafricains sont tués par des hommes armés dans le nord-ouest de la République centrafricaine. En novembre de la même année, six employés afghans sont abattus dans une embuscade dans le nord-ouest de l’Afghanistan.
Le 13 septembre 2014, David Haines, un humanitaire britannique en mission pour Acted est enlevé et  décapité en Syrie par le groupe jihadiste État islamique.
Le 23 juillet 2020, un employé nigérian est tué au nord du Nigéria par des dijhadistes.
Le 9 août 2020, sept membres (six employés et un volontaire) de l’association basés au Niger et leur guide nigérien, sortis pour une excursion dans la réserve de girafes de Kouré, à une soixantaine de kilomètres au sud-est de Niamey, à bord d’un véhicule de l’organisation, sont assassinés par des hommes armés djihadistes venus à motos. Le parquet national antiterroriste ouvre une enquête pour assassinats le 10 août.
Un des directeurs d’Acted, Frédéric de Saint-Sernin, annonce la suspension temporaire des activités de cette ONG dans ce pays à la suite de cet évènement. À la suite de cette attaque, Acted demande à la France et à l’ensemble de la communauté internationale de reconnaitre les meurtres contre les humanitaires comme crimes contre l’humanité. En réponse, Emmanuel Macron indique sur Twitter que la France prendra "l'initiative à l'ONU dès septembre" de "renforcer la protection des travailleurs humanitaires, le respect du droit international et la lutte contre l’impunité".
En 2022, en hommage aux victimes de l'attaque de Kouré, l’école Peralta voit le jour à Niamey. Une école bioclimatique et inclusive fondée par Acted, IMPACT et Léo pour le monde.